# Edward Law, I conte di Ellenborough
Edward Law, I conte di Ellenborough (8 settembre 1790 – Gloucestershire, 22 dicembre 1871), fu Viceré d'India fra il 1842 ed il 1844.

## Biografia
Edward Law nacque da Edward Law, I barone Ellenborough (16 novembre 1750-13 dicembre 1818) ed Anne Towry, la sua educazione venne affidata all'Eton College prima e al St John's College (Cambridge) poi.
La sua carriera politica cominciò presto, nel 1812, quando rappresentò per due anni di fila uno dei borghi putridi della Cornovaglia per il partito per i Tory, cosa che gli diede diritto ad un posto presso la Camera dei Comuni. Nel 1818 la morte del padre gli permise invece di prendere il suo posto presso la Camera dei Lord insieme all'eredità del titolo di barone.

### L'ingresso in politica estera
Quando nel 1828 Arthur Wellesley, I duca di Wellington divenne Primo Ministro fu nominato Lord del Sigillo Privato e prestò assistenza a Wellington, in maniera informale, in materia di politica estera. Successivamente venne nominato presidente del Board of Control, l'organo che si occupava di sovrintendere agli affari della Compagnia britannica delle Indie orientali ed in generale di quanto concerneva le colonie, incarico che mantenne fino alla caduta di Wellington nel 1830.
Edward si interessò molto agli affari indiani e fu un sostenitore della necessità di affidare direttamente alla corona la conduzione della Compagnia britannica delle Indie orientali, fu anche impressionato dall'avanzata della Russia verso i confini delle colonie in termini di esplorazione del territorio e scrisse ad Alexander Burnes (16 maggio 1805-2 novembre 1841) di potenziare le esplorazioni verso l'attuale Uzbekistan.
Nel 1834 e nel 1841 Edward ritornò al Board of Control con l'ascesa a Primo Ministro di Robert Peel, infine nel febbraio del 1842 fu nominato Viceré d'India.

### L'India
Edward fu spedito in India con il compito di riportare la pace in Asia, ma il suo tempo venne quasi del tutto occupato dalle guerre per l'indipendenza dalla Gran Bretagna che infiammavano l'India, l'Afghanistan ed altre colonie. Al suo arrivo era da poco avvenuto lo scontro noto come massacro di Kabul e gli assedi di Ghazni e Jalalabad, mentre gli Sepoy di Madras erano sul punto di ammutinarsi.
Nei suoi primi dispacci alla regina Edward sottolineò la necessità di colpire gli afghani per ricondurli a ragione e successivamente di lasciargli la possibilità di instaurare un proprio governo sotto l'egida di un governatore scelto dalla regina stessa. Nello stesso tempo diede istruzioni a George Pollock (4 giugno 1786-6 ottobre 1872) ed a William Nott (20 gennaio 1782-1º gennaio 1845) che stavano avanzando con le truppe per liberare gli ostaggi in mano ai rivoltosi di ritirarsi, questi però non obbedirono, gli ostaggi furono liberati e la scena dell'omicidio di Alexander Burnes nel centro di Kabul data alle fiamme.
Poco dopo Edward ordinò la liberazione dalle prigioni di Calcutta di Dost Mohammed emiro afgano che fu rispedito al proprio trono in seguito alla ritirata britannica dall'Afghanistan presso Bala Hissar.
Una volta sedate queste rivolte Edward si ritrovò in guerra con gli emiri di Sind, una regione del Pakistan emiri che erano particolarmente fedeli a James Outram che di fatto li controllava. Questi trovò qualche difficoltà a riappianare le cose ed Edward affidò a Charles James Napier il compito di indire un'inchiesta affidandogli pieni poteri politici e militari. Uno degli emiri Mir Au Morad si prestò a una sorta di doppio gioco che finì con il tradimento dei propri connazionali ed un nulla di fatto per Napier, gli eventi andarono quindi oltre il controllo di Edward ed oltre le sue previsioni sfociando nella Battaglia di Miani ed in quella di Hyderabad del marzo 1843, entrambe favorevoli agli inglesi. Altro risultato fu che il fiume Indo andò sotto il controllo britannico da Karachi fino a Multan.
Altre lotte intestine sorsero fra gli emiri locali ed alcune di esse riguardarono direttamente gli inglesi nel momento in cui emiri a loro fedeli, almeno in teoria, si rivoltarono, Edward soffocò tutti i tentativi di ribellione con l'esercito riportando le situazioni entro i ranghi.
Nonostante Edward fosse stato in grado di mantenere una relativa pace il governo centrale lo richiamo indietrò nel giugno del 1844 dopo poco più di due anni.

### L'ultima carriera politica, la morte e la discendenza
Al suo ritorno in patria Edward venne insignito del titolo di Conte di Ellenborough, un contado nel Cumberland e venne insignito dell'Ordine del Bagno. Nonostante i ringraziamenti formali del Parlamento il suo governo in India divenne oggetto di aspri dibattiti e apparentemente solo Peel e Wellington sembravano aver apprezzato il suo lavoro. Quando nel 1846 Peel ritornò in carica nominò Edward Lord commissari dell'ammiragliato e nel 1858 riprese di nuovo il comando del Board of Control.
Edward morì infine il 22 dicembre 1871.
Edward si sposò due volte, la prima con Octavia Stewart nel 1813 e non ebbero figli. Dopo essere rimasto vedovo si risposò nel 1819 con Jane Digby e insieme ebbero un figlio maschio, Arthur Dudley Law (1828-1830). I due divorziarono nel 1830.